# Computermusik
Computermusik ist Musik, zu deren Entstehung die Verwendung von Computersystemen notwendig oder wesentlich ist.

## Geschichte
Im August 1951 wurde mit dem australischen CSIRAC (Council for Scientific and Industrial Research Automatic Computer) öffentlich Musik wiedergegeben.
Lejaren A. Hiller und Leonard M. Isaacson schließlich nannten den vierten (Experimenten-)Satz ihrer ILLIAC-Suite für Streichquartett (die erste, 1955/1956 entstandene Computerkomposition) dementsprechend Markov chain music. Im ersten und zweiten Satz dominierten hier die Palestrina-Kontrapunktregeln, welche Johann Joseph Fux in seinem berühmten Werk Gradus ad Parnassum formuliert hatte. Im dritten und vierten Satz dominierten neuzeitlichere Kompositionsregeln wie Zwölftontechnik bis hin zu Stochastik. Bei Hillers zweitem Projekt, der Computer Cantata, kam ein spezielles Kompositionsprogramm namens MUSICOMP zur Anwendung.
In den Bell Laboratories in den USA beschäftigte sich Max Mathews ursprünglich mit künstlicher Sprachsynthese. Um den IBM 7090 als Klangerzeuger zu verwenden, unterteilte er den Klangsyntheseprozess in zwei Phasen: in der ersten wurden die Momentanwerte der Wellenform in einem Datenspeicher (Magnetband) abgenommen; in der zweiten wurden die gespeicherten Werte ausgelesen und in digitale Audiosignale umgewandelt. Um die großen Zahlenmengen durch wenige musikalische Parameter zu ersetzen, entstand die MUSIC Computerprogramm-Familie. Bei dem Programm MUSIC III (1960) konnten erzeugte Klänge zur Modulation weiterer Oszillatoren eingesetzt werden. Unter dem Titel The Technology of Computer Music lieferte Max Matthews gemeinsam mit seinen Mitarbeitern eine gründliche Beschreibung der Programmiersprache MUSIC V, die in den 1970er Jahren auf dem Gebiet der Computerklangsynthese einen bedeutenden Meilenstein markierte. Das später durch Miller Puckette bekannt gewordene Programm Max/MSP (1997) ist nach Matthews benannt.
Eines der ersten Hybridsysteme (analog und digital) war der 1970 von Max Matthews und John R. Pierce in den Bell Telephone Laboratories konstruierte GROOVE-Synthesizer. Der Komponist hatte hier die Möglichkeit, sein zuvor programmiertes Stück in verschiedenen Interpretationen wiederzugeben. Zur selben Zeit wurde das Hybridsystem MUSYS von David Cockerell, Peter Grogono und Peter Zinovieff in England entwickelt.
Ende der 1970er Jahre entstanden sogenannte Gemischte Digitale Systeme, bei denen ein Computer einen anderen klangerzeugenden Computer steuern konnte. Pionierarbeit leisteten hier die Electronic Music Studios. Ab 1976 entwickelte Giuseppe Di Giugno für das Pariser Klangforschungsinstitut IRCAM mehrere digitale Synthesizer unter Beratung von Pierre Boulez und dem Komponisten Luciano Berio. Ebenfalls wurde an der University of Toronto der SSSP-Digital-Synthesizer von einer Forschungsgruppe konstruiert. In Australien wurde der Fairlight CMI entworfen. Gleichzeitig wurde von den Amerikanern Jon Appleton, Sydney Alonso und Cameron Jones das Synclavier entwickelt.
Zur zentralen Kategorie musikalischer Abläufe wurde für Iannis Xenakis die Dichte von Klangerzeugnissen und ihre Anordnung nach den Gesetzen mathematischer Wahrscheinlichkeit. Er benutzte für seine ersten Werke einen IBM-7090-Rechner. Musikalische Experimente ergaben sich hierbei mit der Spieltheorie, der Gruppentheorie und der Reihentheorie. Mit dem System UPIC konnten dabei größere Anforderungen an den Rechner vorgenommen werden.

## Komposition
Auch die Komposition von Musik kann mithilfe von Computern erfolgen. Partitursynthese ist ein Anwendungsbereich der rechnerunterstützten Komposition in Form von rechnergenerierten Partituren. In einer Reihe von Ansätzen wurde versucht, derartige Strukturen durch Programmierung abzubilden, anfangs etwa mit der Programmiersprache Fortran.

## Klangsteuerung

### Sequenzer-Programme
Sequenzer- bzw. Composer-Programme dienen der Steuerung externer Instrumente.

### Audioeditor-Programme
Um den Prozess der Klangsynthese anschaulich zu steuern, werden Sound-Editor- bzw. Voicing-Programme verwendet. Vorteilhaft sind dabei die graphische Darstellung der Parameter sowie dynamische Klangverläufe wie Hüllkurvendarstellungen auf dem Bildschirm. Der Trend geht hier zu universellen, für mehrere Synthesizertypen gleichzeitig verwendbaren Editorprogrammen.

### Tracker-Programme
Tracker bezeichnen Software-Sequenzer-Programme; die Audioschnittstellen sind meist alphanumerisch, Parameter oder Effekte werden hexadezimal eingegeben.